# Paranibea semiluctuosa
Paranibea semiluctuosa är en fiskart som först beskrevs av Cuvier, 1830.  Paranibea semiluctuosa ingår i släktet Paranibea och familjen havsgösfiskar. Inga underarter finns listade i Catalogue of Life.